# Logh
Logh est un groupe suédois de post-rock, originaire de Lund. Il est formé en 1998. Après leur deuxième album, Kristofer Ronstrom (batterie) a été supprimé du groupe et remplacé par trois nouveaux membres, Markku Hilden (batterie), Mattias Jeppsson, (guitare) et Karl Arvidson (claviers).

## Discographie
- 2002 : Every Time a Bell Rings an Angel Gets His Wings
- 2003 : The Raging Sun
- 2003 : The Contractor and the Assassin (EP)
- 2005 : A Sunset Panorama
- 2007 : North (45e place des charts suédois[1])

## Membres
- Marco Hildén - batterie
- Mattias Friberg - chant, guitare
- Jens Hellgren - guitare, Casio, chœurs
- Mathias Oldén - basse, chœurs
- Mattias Jeppsson - guitare
- Karl Arvidson - claviers